# St. Alban (Eisenhofen)

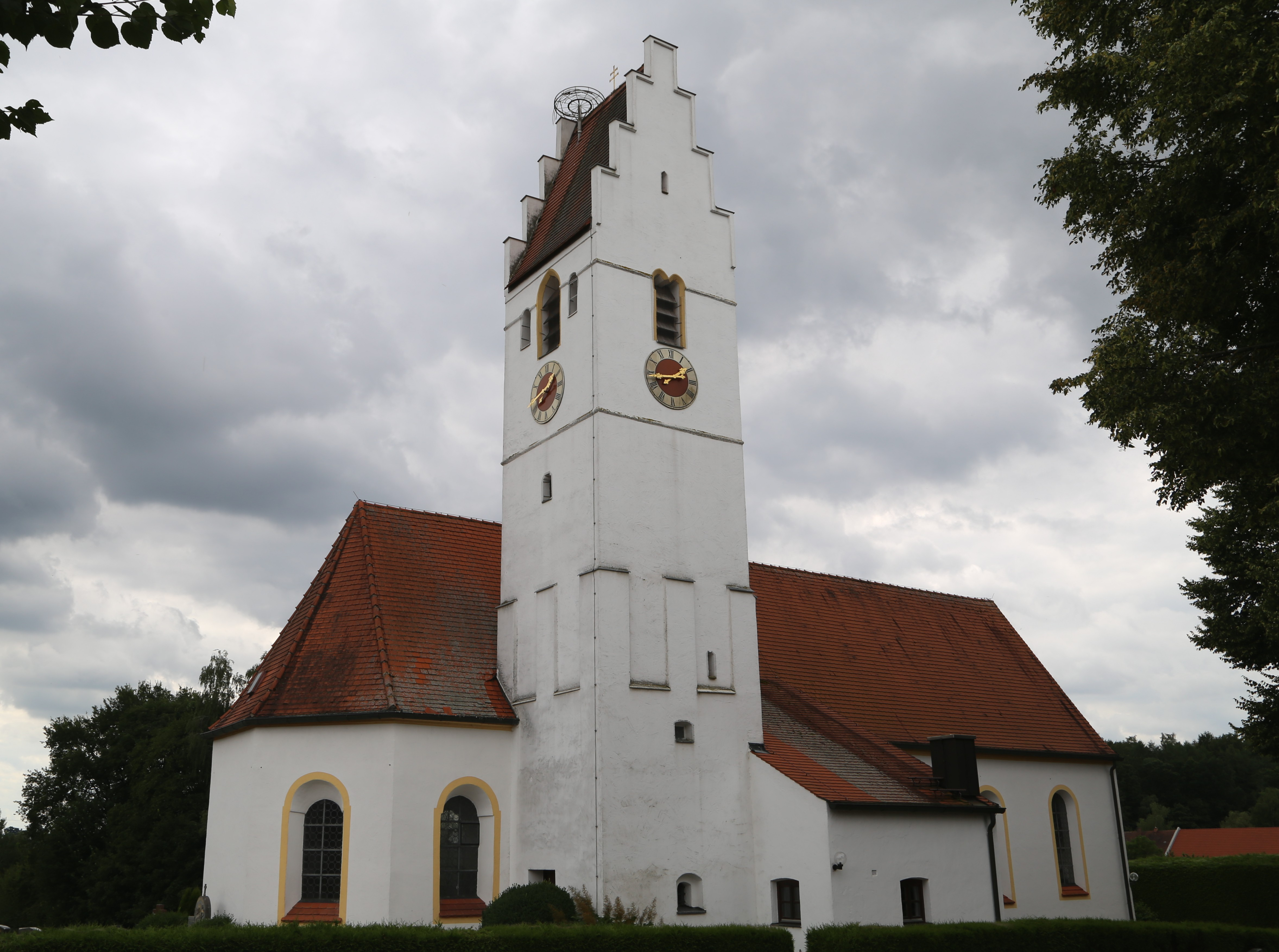
St. Alban in Eisenhofen

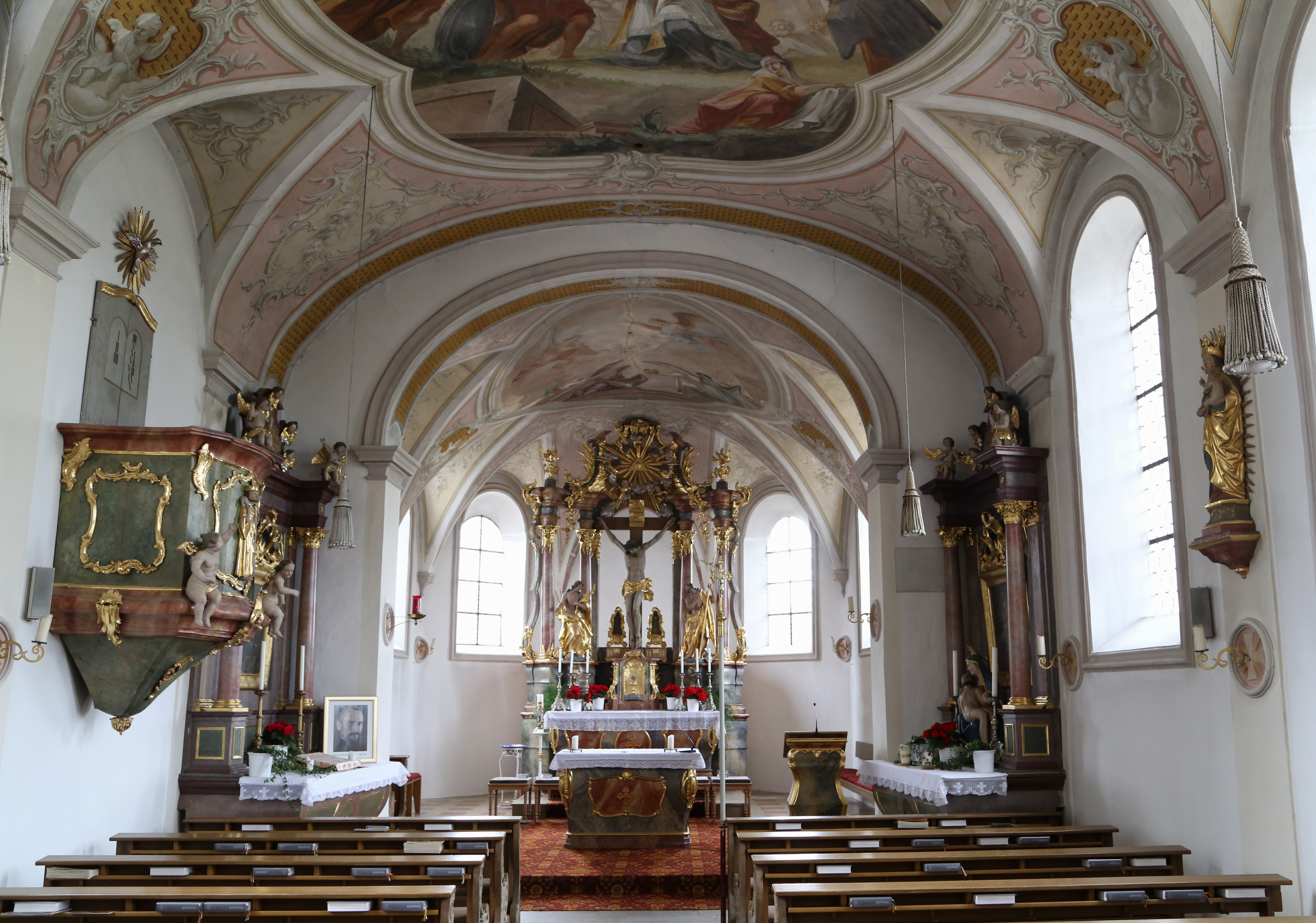
Innenraum

Die römisch-katholische Filialkirche St. Alban steht in Eisenhofen, einem Gemeindeteil der Gemeinde Erdweg im oberbayerischen Landkreis Dachau. Das Bauwerk ist in der Liste der Baudenkmäler in Erdweg als Baudenkmal unter der Nr. D-1-74-118-3 eingetragen. Die Kirche gehört zum Dekanat Dachau im Erzbistum München und Freising.

## Beschreibung
Das Langhaus der Saalkirche wurde 1680 erbaut und 1865 verlängert. Vom spätgotischen Vorgängerbau blieben der Chor mit Fünfachtelschluss im Osten und der Chorflankenturm an dessen Nordwand erhalten. Das oberste Geschoss des mit einem Satteldach zwischen Staffelgiebeln bedeckten Turms enthält den Glockenstuhl mit drei Kirchenglocken und die Turmuhr.
Der Stuck, der die Fresken an der Decke umrahmt, wurde 1761 von Johann Georg Dieffenbrunner bemalt. Der um 1760 gebaute Hochaltar wird von den Skulpturen des heiligen Sebastian und Johannes des Täufers flankiert.